# Константа
Константа је број или именована бројевна вредност која се у току рачуна не мења и представља супротност променљивој чија вредност се у сваком тренутку може променити. Константа може имати одређену или неодређену вредност.
Генерално у математици, реч константа може да има вишеструка значања. Као придев, односи се на неваријансу (тј. непромењиву у односу на неку другу вредност); као именица има два различита значења:
- Фиксни и добро дефинисани број или други математички објекат који се не мења.[1] Појмови математичка константа или физичка константа понекад се користе за разликовање овог значења.
- Функција чија вредност остаје непромењена (тј. константна функција).[2] Таква константа је обично представљена променљивом која не зависи од главне променљиве у питању. То је случај, на пример, за константу интеграције, која је произвољна константна функција (тј. она која не зависи од променљиве интеграције) додата одређеном антидеривативу да би се добили сви антидеривативи дате функције.

На пример, општа квадратна функција обично се записује као:
{\displaystyle ax^{2}+bx+c\,,}
где су a, b и c константе (или параметри), а x је променљива—резервирано место за аргумент функције која се проучава. Експлицитнији начин означавања ове функције је
{\displaystyle x\mapsto ax^{2}+bx+c\,,}
што чини функцијско-аргументни статус x (и продужењем константности a, b и c) јасним. У овом примеру a, b и c су коефицијенти полинома. Будући да се c јавља у члану који не укључује x, она се назива константним чланом полинома и може се сматрати коефицијентом x0. Уопштеније, било који полиномски члан или израз нултог степена је константа.‍:18

## Константна функција
Константа се може користити за дефинисање константне функције која игнорише своје аргументе и увек даје исту вредност. Константна функција једне променљиве, као што је {\displaystyle f(x)=5}, има графикон хоризонталне равне линије паралелне са x-осом. Таква функција увек узима исту вредност (у овом случају 5), јер се њен аргумент не појављује у изразу који дефинише функцију.
Арност је број аргумената или операнaда које узима функција или операција у логици, математици и рачунарству. У математици се арност такође може називати рангом, мада ова реч може имати многа друга значења у математици. У логици и филозофији се такође назива адичност анд степен. У лингвистици се обично назива валенција.

## Зависност од контекста
Од контекста зависна природа концепта „константе“ може се видети у овом примеру из елементарног рачуна:
{\displaystyle {\begin{aligned}{\frac {d}{dx}}2^{x}&=\lim _{h\to 0}{\frac {2^{x+h}-2^{x}}{h}}=\lim _{h\to 0}2^{x}{\frac {2^{h}-1}{h}}\\[8pt]&=2^{x}\lim _{h\to 0}{\frac {2^{h}-1}{h}}&&{\text{јер је }}x{\text{ константа (тј. не зависи од }}h{\text{)}}\\[8pt]&=2^{x}\cdot \mathbf {constant,} &&{\text{gde }}\mathbf {constant} {\text{ значи да не зависи од }}x.\end{aligned}}}
„Константно“ значи да не зависи од неке променљиве; не мењајући се како се та променљива мења. У првом случају горе, то значи не зависити од h; у другом значи не зависи од х. Константа у ужем контексту могла би се сматрати променљивом у ширем контексту.

## Значајне математичке константе
Неке вредности се често јављају у математици и конвенционално се означавају одређеним симболом. Ови стандардни симболи и њихове вредности називају се математичким константама. Примери укључују:
- 0 (нула).
- 1 (један), природни број након нуле.
- π (пи), константа која представља однос обима круга и његовог пречника, приближно једнак 3,141592653589793238462643.[13]
- e, приближно једнак са 2,718281828459045235360287.
- i, имагинарна јединица таква да је i2 = −1.[14][15]
- {\displaystyle {\sqrt {2}}} (квадратни корен од 2), дужина дијагонале квадрата са странама, приближно једнаким са 1,414213562373095048801688.[16][17]
- φ (златни пресек), приближно једнак са 1,618033988749894848204586, или алгебарски, {\displaystyle 1+{\sqrt {5}} \over 2}.[1]

## Константе у рачуну
У калкулусу, константе се третирају на неколико различитих начина у зависности од операције. На пример, извод константне функције је нула. То је зато што извод мери брзину промене функције у односу на променљиву, а како се константе, по дефиницији, не мењају, њихов извод је отуда нула.
Супротно томе, када се интегрише константна функција, константа се множи променљивом интеграције. Током процене лимита, константа остаје иста као што је пре и након процене.
Интеграција функције једне променљиве често укључује константу интеграције. Ово настаје због чињенице да је интегрални оператор инверзан диференцијалном оператору, што значи да је циљ интеграције опоравак изворне функције пре диференцијације. Диференцијал константне функције је нула, као што је горе напоменуто, и диференцијални оператор је линеарни оператор, те функције које се разликују само константним чланом имају исти дериват. Да би се то исказало, константа интеграције се додаје неодређеном интегралу; ово осигурава да су укључена сва могућа решења. Константа интеграције се обично пише као 'c' и представља константу са фиксном, али недефинисаном вредношћу.

### Примери
Ако је f константна функција таква да је {\displaystyle f(x)=72} за свако x онда је
{\displaystyle {\begin{aligned}f'(x)&=0\\\int f(x)\,dx&=72x+c\end{aligned}}}

## Реферефенце
1. 1 2 3  „Compendium of Mathematical Symbols”. Math Vault (на језику: енглески). 2020-03-01. Приступљено 2020-08-08.
2. 1 2  Weisstein, Eric W. „Constant”. mathworld.wolfram.com (на језику: енглески). Приступљено 2020-08-08.
3. ↑  Foerster, Paul A. (2006). Algebra and Trigonometry: Functions and Applications, Teacher's Edition (Classics изд.). Upper Saddle River, NJ: Prentice Hall. ISBN 0-13-165711-9.
4. ↑  Tanton, James (2005). Encyclopedia of Mathematics. Facts on File, New York. стр. 94. ISBN 0-8160-5124-0.
5. ↑  C.Clapham, J.Nicholson (2009). „Oxford Concise Dictionary of Mathematics, Constant Function” (PDF). Addison-Wesley. стр. 175. Приступљено 12. 1. 2014.
6. ↑  Weisstein, Eric (1999). CRC Concise Encyclopedia of Mathematics. CRC Press, London. стр. 313. ISBN 0-8493-9640-9.
7. ↑  Hazewinkel, Michiel (2001). Encyclopaedia of Mathematics, Supplement III. Springer. стр. 3. ISBN 978-1-4020-0198-7.
8. ↑  Schechter, Eric (1997). Handbook of Analysis and Its Foundations. Academic Press. стр. 356. ISBN 978-0-12-622760-4.
9. ↑  Detlefsen, Michael; McCarty, David Charles; Bacon, John B. (1999). Logic from A to Z. Routledge. стр. 7. ISBN 978-0-415-21375-2.
10. ↑  Cocchiarella, Nino B.; Freund, Max A. (2008). Modal Logic: An Introduction to its Syntax and Semantics. Oxford University Press. стр. 121. ISBN 978-0-19-536658-7.
11. ↑  Crystal, David (2008). Dictionary of Linguistics and Phonetics (6th изд.). John Wiley & Sons. стр. 507. ISBN 978-1-405-15296-9.
12. ↑  „Compendium of Mathematical Symbols: Constants”. Math Vault (на језику: енглески). 2020-03-01. Приступљено 2020-08-08.
13. ↑  Arndt, Jörg; Haenel, Christoph (2001). Pi – Unleashed. Springer. стр. 240. ISBN 978-3540665724.
14. ↑  Boas, Mary L. (2006). Mathematical Methods in the Physical Sciences (3rd изд.). New York [u.a.]: Wiley. стр. 49. ISBN 0-471-19826-9.
15. ↑  Doxiadēs, Apostolos K.; Mazur, Barry (2012). Circles Disturbed: The interplay of mathematics and narrative (illustrated изд.). Princeton University Press. стр. 225. ISBN 978-0-691-14904-2 — преко Google Books.
16. ↑  Fowler, David H. (2001), „The story of the discovery of incommensurability, revisited”, Neusis (10): 45—61, MR 1891736
17. ↑  „A002193 - OEIS”. oeis.org. Приступљено 2020-08-10.
18. ↑  „Compendium of Mathematical Symbols”. Math Vault (на језику: енглески). 2020-03-01. Приступљено 2020-08-14.
19. ↑  Stewart, James (2008). Calculus: Early Transcendentals (6th изд.). Brooks/Cole. ISBN 0-495-01166-5.
20. ↑  Larson, Ron; Edwards, Bruce H. (2009). Calculus (9th изд.). Brooks/Cole. ISBN 0-547-16702-4.
21. ↑  „Definition of constant of integration | Dictionary.com”. www.dictionary.com (на језику: енглески). Приступљено 2020-08-14.